# NGC 5010
NGC 5010は、おとめ座の方角に約1億4000万光年の位置にあるレンズ状銀河である。高光度赤外線銀河であると考えられている。いくつかの若い青い恒星が含まれているが、ほとんどは赤い古い恒星と塵である。渦巻銀河から楕円銀河への遷移の過程にあり、渦状腕は塵の腕に変わりつつある。